# Estación de Manresa-Alta
Manresa Alta es una estación de las líneas R5 y R50 de la línea Llobregat-Noya de FGC situada cerca del centro de Manresa. Esta estación se inauguró en 1924. 
Esta estación es la principal de Manresa de la línea Llobregat-Noya, por eso posee de estación de autobuses y varias vías secundarias. Además, desde esta estación parte un ramal de mercancías que se dirige a las minas de sal de Suria y de Sallent.
Además de ésta, el municipio de Manresa tiene dos estaciones más de FGC y una estación de Rodalies Renfe, la estación de Manresa, propiedad de Adif.

## Situación ferroviaria
La estación de Manresa-Alta se sitúa en el punto kilométrico 61,15 de la actual línea de ancho métrico de Magoria-La Campana a Martorell-Enlace y Manresa, a 248 metros de altitud. El tramo es de vía única y está electrificado.

## Historia
Originalmente, era un apeadero de la antigua línea de Manresa a Guardiola de Berguedá, pero a partir de 1924 pasó a ser una estación básica de la red.

## La estación[2]
Es la más importante de la línea. Actualmente, Manresa-Alta tiene once vías que forman tres grupos: las cinco vías de la estación de la zona de viajeros, las dos que hacen el triángulo entre las líneas de Barcelona y la de Sallent y Suria, y cuatro vías más que cierran dicho triángulo. En cuanto a la zona de viajeros, la estación dispone de tres vías de paso, además de una vía en topera en la que suelen apartarse convoyes de mercancías y que dispone de una zona de áridos. Hay dos andenes, cubiertos parcialmente por marquesinas, destacando la marquesina de la vía 1 en particular. Los cambios de andén se hacen mediante un paso inferior mediante escaleras y ascensores. El edificio de viajeros está situado a la izquierda de las vías, siendo de reciente construcción (años 90), ya que el anterior se hallaba en mal estado. Este edificio se halla integrado en la marquesina del andén, es de una sola planta y acoge una sala de espera, taquillas y unos lavabos, entre otras dependencias. También hay otro edificio auxiliar que se usa como almacén. La estación de Manresa-Alta es un importante centro de transporte de la comarca del Bagés, ya que al costado mismo de la estación se encuentra la estación de autobuses de la localidad.

## Servicios ferroviarios

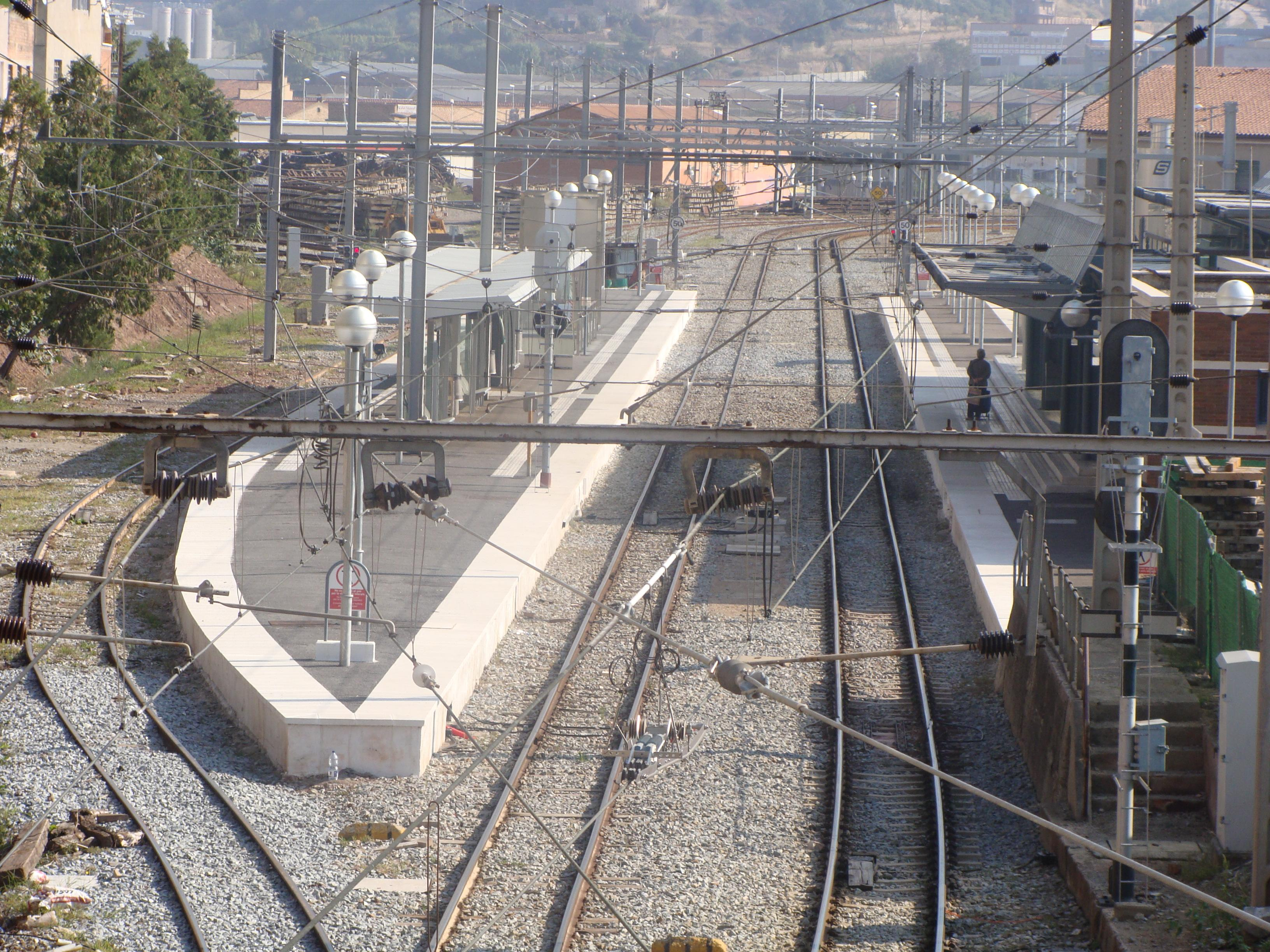
Estación de Manresa-Alta.

| << cabecera                 | < estación         | línea | estación >       | cabecera >>      |
| --------------------------- | ------------------ | ----- | ---------------- | ---------------- |
| Línea Llobregat-Noya de FGC |                    |       |                  |                  |
| Barcelona-Plaza España      | Manresa Viladordis |       | Manresa-Apeadero | Manresa-Apeadero |
| Barcelona-Plaza España      | Manresa Viladordis |       | Manresa-Apeadero | Manresa-Apeadero |

- Wikimedia Commons alberga una categoría multimedia sobre Estación de Manresa-Alta.